# Mohammed Karam
Mohammed Ahmed Karam (arabe : محمد كرم) (né en 1955 au Koweït) est un footballeur international koweïtien, qui évoluait au poste de milieu de terrain.

## Biographie

### Carrière en club
Avec le club d'Al Arabi, il remporte une Coupe du golfe des clubs champions.

### Carrière en sélection
Avec l'équipe du Koweït, il figure dans le groupe des sélectionnés lors de la coupe du monde de 1982. Lors du mondial, il joue deux matches : contre la Tchécoslovaquie puis la France.
Il participe également à la Coupe d'Asie des nations de 1984. Son équipe se classe troisième de la Coupe d'Asie 1984.

## Palmarès
Avec Al-Arabi SC
- Vainqueur de la Coupe du golfe des clubs champions en 1982
- Finaliste de la Coupe du golfe des clubs champions en 1985
- Champion du Koweït en 1980, 1982, 1983, 1984 et 1985
- Vainqueur de la Coupe du Koweït en 1981 et 1983